# Tiếng Faroe
Tiếng Faroe (tiếng Faroe: føroyskt mál, phát âm [ˈføːɹɪst mɔaːl]) là một ngôn ngữ German Bắc, là ngôn ngữ thứ nhất của khoảng 72.000 người, 45.000 trong đó cư ngụ trên quần đảo Faroe và 23.000 còn lại ở những nơi khác, chủ yếu là Đan Mạch. Đây là một trong năm ngôn ngữ bắt nguồn từ tiếng Tây Bắc Âu cổ, cùng với tiếng Na Uy, tiếng Iceland, và hai ngôn ngữ đã biến mất là tiếng Norn và tiếng Bắc Âu Greenland. Tiếng Faroe và tiếng Iceland, họ hàng gần gũi nhất còn tồn tại của nhau, không thể thông hiểu lẫn nhau khi đối thoại, nhưng văn viết của cả hai khá tương đồng với nhau.